# 喀里多尼亞鎮區 (明尼蘇達州休斯頓縣)
喀里多尼亞鎮區（英語：Caledonia Township）是位於美國明尼蘇達州休斯頓縣的一個行政鎮區。

## 地方資料
喀里多尼亞鎮區的面積為87.57平方千米，當中陸地面積為87.46平方千米，而水域面積為0.11平方千米。根據2020年美國人口普查的數據，當地共有人口637人，而人口密度為每平方千米7.27人。